# DHL Global Forwarding

vieux Logo

DHL Global Forwarding est une division du groupe DHL, spécialisée dans le transport de fret international. Originaire est l'entreprise par société de transport de marchandises suisse Danzas.